# Anton Turk
Anton Turk (* 17. Januar 1868 in Kostreinitz (Untersteiermark); † 12. September 1940 in Klausen) war ein österreichisch-deutscher Orgelbauer.

## Leben
Anton Turk war ein Sohn des Schreiners Michael Turk aus Kostreinitz in der Untersteiermark. Nach Ende seiner Lehre zum Orgelbauer am 22. August 1886 erhielt Turk von seinem Lehrmeister Franz Kosak den Lehrbrief mit dem Beisatz, dass man denselben als einen ordentlich gelernten Orgelbauergesellen anerkennen und zu einem besten Fortkommen aller Orten willfährig sein wolle. Wann genau Turk in den Wallfahrtsort Klausen als Mitarbeiter in die Orgelbauwerkstatt von Heinrich Voltmann, vermutlich während seiner Wanderjahre, kam, ist nicht bekannt. Er und Voltmann bauten 1890 ihre erste gemeinsame Orgel in der Lieser Petruskirche.
Ab 1900 führte er gemeinsam mit Voltmann bis zu dessen Tod im Jahre 1909 die Werkstatt. Danach veränderte Anton Turk die Bauweise der Orgeln, im Gegensatz zu Voltmann, der ausschließlich ein- oder zweimanualige Schleifenladenorgeln mit mechanischer Spiel- und Registertraktur gebaut hatte. Turk baute in der Folge ausschließlich Orgeln mit der von Aristide Cavaillé-Coll erfundenen pneumatischen Registertraktur und entwickelte zusätzlich noch eigene Membranladen. Ab den 1920er Jahren bot Turk Umbauten sowie Vergrößerungen von Orgeln nach dem neuen Multiplexsystem an. Nach dem Tode Turks im Jahre 1940 führte dessen Sohn Heinrich Turk (1904–1974), der ebenfalls Orgelbauer war, den Betrieb des Vaters weiter. Heinrich beschäftigte sich bis auf wenige Ausnahmen mit der Wartung und Reparatur von Orgeln, eine von ihm in Klüsserath erbaute Orgel aus den Jahren 1949/1950 ist noch heute erhalten. Nach Heinrichs Tod 1974 erlosch die Firma Voltmann-Turk gänzlich.

## Werke (Auswahl)
Folgende Arbeiten konnten bisher nachgewiesen werden:
| Jahr | Ort             | Kirche                             | Bild | Manuale | Register | Bemerkungen |
| ---- | --------------- | ---------------------------------- | ---- | ------- | -------- | --- |
| 1910 | Dreis           | St. Martin                         |      | II/P    | 15       | Neubau; 1968 durch Weise neobarockisiert; erhalten                                                                                       |
| 1911 | Laufeld         | St. Willibrord                     |      | I/P     | 6        | Neubau, nicht erhalten |
| 1912 | Dörbach         | St. Gangolf                        |      | I/P     | 4        | Neubau; (erhalten?) |
| 1914 | Longkamp        | St. Andreas                        |      | II/P    |          | Neubau; nicht erhalten |
| 1922 | Osann           | St. Peter                          |      | II/P    | 13       | Neubau (erhalten) |
| 1929 | Tholey          | Abteikirche St. Mauritius          |      | II/P    | 26 (40)  | Neubau; 1958 nach St. Maternus (Aschbach) verkauft; 1988 aufgegeben. Einige Register waren als Extensionen in zwei Fußtonlagen spielbar. |
| 1931 | Hupperath       | St. Hubertus                       |      | I/P     | 6        | Neubau |
| 1931 | Minderlittgen   | St. Simon und Juda                 |      | II/P    | 10 (12)  | Neubau im Generalschweller (erhalten) |
| 1932 | Illerich        | St. Vinzenz                        |      | II/P    | 15       | Neubau (erhalten); Im Generalschweller                                                                                                   |
| 1938 | Klausen (Eifel) | Wallfahrtskirche Mariä Heimsuchung |      | II/P    | 27       | 1977 Umbau durch Sebald; 1993 Abbau; 2006 Neubau Rieger                                                                                  |
| 1949 | Klüsserath      | Hl. Rosenkranzkönigin              |      | II/P    | 23       | 2015 Vollkommene Erneuerung der Technik durch Hubert Fasen.                                                                              |

## Familie
Anton Turk war seit dem 24. November 1903 in Sehlem mit Catharina Voltmann (* 4. Mai 1866 in Klausen), einer Tochter von Heinrich Voltmann und dessen Ehefrau Anna Maria, geb. Becker, verheiratet.